# Babismo
Il bábismo  è un movimento religioso praticato dai Bábí (in persiano بابی ها‎, Bābihā); fiorì in Persia dal 1844 al 1853, e fu fondato da Siyyid `Alí-Muhammad di Shiraz, noto con il titolo di Báb, ossia "Porta".
Diversamente da altri movimenti nati anch'essi dall'Islam, il babismo segnò una cesura netta rispetto all'Islam propriamente detto e diede vita a un sistema religioso distinto.
Il movimento fondato dal Báb, perseguitato e violentemente combattuto fin dall'inizio dal clero islamico sciita e dalle autorità di governo persiane del tempo, aprì un nuovo ciclo religioso e fu precursore della Religione bahá'í .

## Prospetto storico
Nell'arco di venticinque secoli, l'Iran è stato uno dei mondi religiosi più importanti e significativi per lo sviluppo, spirituale, intellettuale e morale dell'umanità.
In antico ai tempi di Zoroastro e di Re come Ciro e Dario, la Persia ebbe un notevole sviluppo culturale e morale, e idem all'Epoca d'oro islamica e oltre, ma sul finire del XVIII secolo s'installò sul trono persiano Aqà Muhammad Scià un guerriero rozzo e tirannico, il fondatore della dinastia Qajar, e nel XIX secolo era ridotta ad essere un paese debole ed arretrato.
Il Babismo, sorse in Persia in quella fase decadente, dando inizio a un lungo travaglio. Benché sia stato contrastato sia dal clero islamico che da autorità di governo il Babismo aprì la porta a un nuovo ciclo religioso, staccato dall'Islam. Fu un credo autonomo e al contempo precursore della nascente Religione baha'i.

## L'attesa di Mahdi in Persia
Nell'Islam sciita un numeroso gruppo di credenti, i duodecimani, credono nella legittima successione di dodici Imam, a partire da ʿAlī b. Abī Tālib, quarto califfo musulmano fino all'ultimo, Muhammad al-Mahdi. Essi sostengono che Muhammad al-Mahdi, il dodicesimo Imam, non è morto, bensì nascosto dall'874 e che la comunicazione tra l'Imam nascosto e il popolo dei credenti abbia nel passato fruito di mediatori chiamati Báb, porta, o Na'ib, rappresentanti, e, alla fine dei Tempi il 12º Imam, Muhammad al-Mahdi, tornerà a manifestarsi nella veste di Mahdi per ristabilire la giustizia in Terra.
Gli sciiti ismailiti riconoscono solo i primi sei degli Imam accettati dai duodecimani. 
Per tali Ismailiti il settimo Imam non è Musa ibn Ja’far detto al-Kazim, riconosciuto dai sciiti duodecimani; bensì l'Imam Isma’il che tuttavia era premorto al padre. Essi sostengono che Isma’il non fosse morto, bensì occultato e che sarebbe tornato a manifestarsi come il Mahdi.
Nella prima metà dell'Ottocento la Persia si trovava in una non facile situazione socio-economica e culturale. Le sconfitte subite nelle due rovinose guerre russo-persiane (1804-13, 1826-28), della durata di quasi dodici anni, aveva portato a umilianti trattati; prima quello di Golestan e, successivamente, nel 1828 quello di Turkmenchay. Oltre a importanti cessioni territoriali, la Persia aveva dovuto accettare di versare alla Russia ingenti somme a titolo di risarcimento. Fath Ali Shah pensava soprattutto a divertirsi (si dice avesse 150 mogli). Morto lui nel 1834 gli subentrò il nipote Muhammad. Quest’ultimo, incapace e sofferente di gotta, malattia che all'età di 40 anni lo portò alla morte , non fu in grado di migliorare la grave situazione. La Persia era virtualmente in bancarotta e le provincie di fatto autonome. La corruzione e l’oppressione dei governanti dilagava. Il popolo era prigioniero di superstizioni e fantasie. Il Paese era in balia di ingerenze russe e inglesi. Ambrogio Donini (1903-1991), storico delle religioni presso l’Università di Roma, sintetizza con queste parole il quadro persiano in cui nacque il bábismo: “un Paese atrocemente sfruttato dall’aristocrazia feudale indigena e dal dominio straniero”.
Il naturalista piemontese, medico e letterato Michele Lessona, diplomatico e dal 1892 fino alla morte Senatore, che nel 1862 aveva fatto un viaggio in Persia al seguito d'una missione scientifico-diplomatica, una fra le prime del Regno d'Italia, così scrive a p. 16/17 nel suo saggio I Bábí, testo che fu pubblicato in occasione d'una conferenza che lui tenne in due occasioni alla Società Filotecnica di Torino il 5 e il 12 dicembre 1880:
Il clero in Persia è corrottissimo: amministra a un tempo la religione e la giustizia, la prima male, la seconda pessimamente; falsa i testamenti, froda gli averi, vende la giustizia, fa l'usura, si abbandona al libertinaggio. I potenti lo temono, gli abbienti lo odiano, le moltitudini lo disprezzano e sfruttano, pronte a dileggiarlo e a schernirlo, pronte a insorgere a un suo grido che le chiami a rivolta; ogni moschea ha un minore o maggior numero di accattoni che vivono della broda di cui fa loro l'elemosina, e che sono strumenti di violenza e di rapina e di strage in mano ai preti. Non vorrei che questo quadro potesse esser creduto esagerato; i nostri periodici clericali mi fanno talora l'onore di dichiararmi loro avversario e non mi piacerebbe che si credesse ora che, io voglia tirare ai preti di Torino parlando di quelli di Teheran. Le cose che dico me le son sentite dire e ripetere dai più assennati europei che trovai in Persia, da quelli che dimorando da parecchi anni in Persia e bene conoscendone la lingua ebbero modo di addentrarsi molto nelle cose del paese."
Agli inizi del XIX secolo alcuni studiosi islamici si convinsero che fosse maturo il tempo dell'intervento divino con l’avvento del Mahdi. Era sorto da poco il movimento guidato da Shaykh Ahmad al-Ahsa'i che, a quarant'anni lasciò la casa e i famigliari e, in base ai suoi studi sul Corano e a ispirate e note profezie, fu riconosciuto come uno dei maggiori studiosi ed interpreti delle Sacre Scritture islamiche e proclamato mujtahid, dottore nella legge islamica, che fondò lo Shaykhismo. Morto il fondatore nell'anno 1242 A. H. gli subentrò come guida Siyyid Kázim. Tale designato e degno successore dello shaikhismo si trasferì a Karbala, città santa per gli Sciiti, dove continuò il lavoro fatto dal primo maestro estendendone l'insegnamento. Ciò avveniva spesso in presenza di Pellegrini sciiti, in parte esponenti religiosi, che si fermavano per qualche giorno a Karbala per assistere alle sue lezioni.
Siyyid Kázim, credeva fermamente che fosse matura e imminente l'apparizione del Mahdi, tanto che prima di morire a Karbala (1259 A.H.), chiese ai suoi seguaci di lasciare le loro case per mettersi alla sua ricerca.
Siyyd 'Alí-Muhammad, il futuro Báb, in occasione d'un pellegrinaggio a Karbala, aveva conosciuto la scuola di Siyyid Kázim, il secondo maestro Shaykhi, assistendo a qualche sua lezione.
La morte di Siyyid Kázim vide un risveglio di clericali oppositori al suo movimento, ma stimolò anche la viva determinazione dei fedeli a seguire le sue ultime indicazioni e volontà. Il più noto fiduciario di Siyyid Kázim, Mullá Husayn-i-Bushru'í, nell'ultima fase di vita terrena del Siyyid era occupato in una missione affidatagli da lui e, rientrando a Karbala, concluso quell'incarico, apprese che l'amato maestro era da poco defunto.

## Il Báb e i primi discepoli
Dopo il trapasso di Siyyid Kázim, diciotto dei suoi seguaci decisero di partire pur senza una chiara meta in cerca del Mahdi, con l'intensa speranza di trovarlo; tra loro Mullá Husayn-i-Bushru'í che, dopo essersi ritirato in una moschea, per quaranta giorni di preghiera e digiuno, s'incamminò verso l'Iran, e quando mesi dopo giunse nei pressi della città di Shiraz casualmente v'incontrò Siyyid `Alí-Muhammad. 
La sera del 23 maggio 1844 Mullá Husayn invitato a casa da Siyyid `Alí-Muhammad, dopo l'incontro sul calar del sole alle porte di Shiraz, gli comunicò che, come indicato dal defunto Siyyid Kázim stava cercando il Promesso. Fu allora che Siyyid `Alí-Muhammad gli suggerì di valutare se poteva essere lui quel Promesso, il possessore della conoscenza divina
Dopo una partecipe riflessione poiché Siyyid `Alí-Muhammad rispose in modo più che soddisfacente a tutte le sue domande e scrisse appositamente di getto, in attuazione a una sua recondita aspettativa, un valido commento alla coranica sūra di Giuseppe, Mullá Husayn fu il primo a riconoscere che il suo anfitrione era in sé stesso la rivelazione della Porta verso la Verità e l'Iniziatore di un nuovo ciclo profetico. In quella occasione Siyyid `Alí-Muhammad non si definì il Mahdi, bensì "la Porta" (in arabo Báb) tramite cui comunicare col Mahdi a lungo atteso dagli sciiti.
Dopo quel riconoscimento di Mullá Husayn, il Báb, nel congedarlo (verso il mattino), gli disse d'attendere che diciassette altri ricercatori trovassero e accettassero da soli la sua Rivelazione prima di comunicarlo ad altri.
Nei cinque mesi successivi altri diciassette ricercatori accettarono autonomamente la rivelazione che il Báb fosse un Portavoce di Dio, divenendone gli apostoli.
Fra questi ci fu anche una poetessa, Zarrín Táj Baragháni, che avrebbe ricevuto il titolo di Táhirih, la Pura.
Quei diciotto primi seguaci furono detti dal Báb Lettere del Vivente e si dedicarono alla diffusione della nuova Fede in Iran e Iraq 
Dopo la sua manifestazione, Siyyid `Alí-Muhammad fu noto col titolo di Báb, Porta. 
La predicazione del Báb e quella delle Lettere del Vivente ebbero un diffuso successo presso tutte le classi sociali iraniane e moltissimi accettarono quel messaggio rigeneratore e i suoi insegnamenti [**13]. Vi furono in seguito a ciò parecchie opposizioni e disordini e la storia del babismo fu una storia di persecuzioni e sangue ripetutasi in molte località della Persia.
La purezza morale dei credenti babí fu proverbiale e si diffuse nella Persia del XIX secolo, come risulta anche da testimonianze di viaggiatori europei"   e ciò contrastava fortemente con la vita corrotta del clero 'musulmano sciita' di Persia , Tale nuova realtà guadagnò rapidamente numerosi seguaci alla causa del Báb. In pochi anni quel movimento si diffuse in tutto l'Iran, causando contrasti e polemiche. Nel tempo Seyyid Alí Mohammad chiarì che non era solo “la Porta attraverso cui raggiungere il Mahdí”, ma il Mahdí stesso: una nuova Manifestazione di Dio; si pose cioè allo stesso livello dei fondatori delle grandi religioni come Cristo e Maometto.
Nell'autunno di quell'anno il Báb  partì con un suo discepolo (Quddus) per un pellegrinaggio alla Mecca, dove secondo fonti babì dichiarò pubblicamente la sua missione di Mahdì ma senza palesi risultati.
Nella primavera del 1845 il Báb era rientrato a Shiraz, allorché un fiduciario religioso dello Scià di Persia fu inviato a investigare su di lui, ma quell'insigne e dotto teologo di nome Sayyd Yahyà Daràbì, vinto dagli insegnamenti del Báb si convertì fermamente alla nuova dottrina dedicandosi definitivamente alla sua divulgazione.
Per oltre un anno il Báb restò a Shiraz dove continuò la sua missione con mutevoli vicende in quanto sia il governatore che il clero gli furono molto ostili, ciò avvenne per la crescente sua influenza, e perché tra le persone che lo ascoltavano v'erano anche uomini colti e d'alto rango. Successe che alla fine il governatore ordinò al capo della polizia di arrestarlo; disse "Giuro sul diadema imperiale che stanotte stessa metterò a morte il Báb, insieme ai suoi compagni ... estirperò un'eresia la cui perpetrazione costituisce la più grave minaccia per gli interessi dello Stato."
Quella stessa notte il capo della polizia arrestò il Báb ma frattanto che lo portava dal governatore c'era gente che scappava e vide lungo la strada anche bare trasportate frettolosamente, seppe così ch'era scoppiata un'epidemia di colera e giunto a casa del governatore il custode lo informò che il colera aveva colpito anche componenti della famiglia e della servitù, e il governatore con i famigliari erano fuggiti in una località di periferia. Decise allora di portare il Báb a casa sua in attesa di nuove istruzioni, ma appena giunse fu sopraffatto dal pianto di parenti poiché suo figlio era a letto moribondo, a causa del colera. Disperato si gettò allora ai piedi del Báb supplicandolo di salvargli il figlio. Il Báb nel frattempo faceva delle abluzioni prima della preghiera, e gli disse di prendere un po’ di quell’acqua e fargliela bere. Disse: Questo gli salverà la vita. 
Quando constatò la guarigione del figlio il capo della polizia scrisse un’accorata lettera al governatore informandolo dell’accaduto e implorando di desistere da malvagità contro il Báb. Intimorito dalla situazione sopraggiunta il governatore rispose che il Báb poteva essere rimesso in libertà.
Dopo tali fatti il Báb decise di partire per Isfahan, affidando prima di partire la tutela della moglie e della madre a uno zio. 
Mandò una lettera al governatore della città di Isfahan, Manùchihr Khàn, domandando dove potesse alloggiare, il quale notando la splendida grafia e la gentilezza chiese all’ecclesiastico maggiore, l’Imàm Jum’ih della città, di ospitarlo. Ambedue le autorità, dopo il suo arrivo, ne furono progressivamente affascinate e ciò allarmò via via il clero che comunque, vista l’importanza dei personaggi, s’astenne da ogni ostilità al Báb in quanto pensate controproducenti. 
Il Primo Ministro, Hàjì Mirzà Aqàsì, fu informato da suoi referenti di quell’andamento accogliente e remissivo che succedeva a Isfahan e temendo che l’influenza del Báb potesse giungere fino allo Scià, rovinandogli facilmente la carriera, eccitò e riaccese l’astio sopito del clero che a sua volta sobillò la popolazione.
Il Primo Ministro richiamò l’alto prelato per aver trascurato gli interessi dell’Islam, ospitando il Báb, favorendo così la sua Causa; ma consapevole della grande stima dello Scià per il governatore si limitò a richiamarlo ai suoi doveri.
L’Imàm Jum’ih, non mutò atteggiamento ma dovette limitare di molto il numero dei visitatori, che ogni giorno giungevano alla sua abitazione per vedere il Báb, ma il governatore nulla cambiò al riguardo. Gli ecclesiastici della città, d’altro canto, iniziarono a calunniare assiduamente il Báb, dai pulpiti, con un linguaggio e modi smodati e, vedendo aumentare comunque il suo carisma sulla gente, si riunirono e misero per iscritto un documento, sigillato e da loro firmato, che condannava a morte il Báb. 
Il buon governatore saputo di quella condanna, pensò di vanificarla e placare l’eccitazione della popolazione spargendo la voce che il Báb era partito per la Capitale; quando invece lo ospitò nella sua residenza estiva e lo celò lì per quattro mesi, periodo in cui si occupò personalmente di lui, apprezzandolo sempre più e rimanendo ancor più affascinato, tanto che un giorno mentre dialogava nel suo giardino gli comunicò il progetto di donare i suoi tanti beni per la promozione della causa del Báb e disse che intendeva coinvolgere anche lo stesso Scià in tale idea. Al ché il Báb lo ringraziò, ma rispose che i propositi divini erano molto diversi e che l’andamento del mondo sarebbe cambiato non tramite quei soldi ma tramite i poveri e gli umili della terra.
Gli preannunciò anche che restavano a lui tre mesi e nove giorni di vita dopo di che si sarebbe avviato all’eterna dimora. Manùchihr Khan, si rassegnò alla volontà divina e fece testamento ed esattamente alla data prevista dal Bàb, dopo un leggero attacco di febbre, volò serenamente nell’aldilà.
Dopo la morte del governatore, il nipote e suo successore, scoprì il testamento e lo distrusse; e venendo a sapere che il Báb era nella residenza estiva dello zio, inviò una lettera allo Scià comunicandogli i fatti e chiedendo sue direttive. 
Muhammad Scià, che conosceva più che bene Manùchihr Kan ed era certo della sua lealtà, comprese che molto facilmente l’intento di dare protezione al Báb era stato quello di organizzare, a tempo opportuno, un incontro tra lui e il Báb e che soltanto la morte aveva impedito al governatore di portare a compimento il suo proposito.
Ordinò quindi di far giungere in incognito il Báb a Teheran, accompagnato da una scorta di suoi cavalieri, comandati da un certo Muhammad Big. Ordinò che fosse trattato con rispetto e che la sua partenza rimanesse segreta.
Nell'estate del 1847 al Báb, che giungeva da Isfahan con la scorta, e diretto a Teheran per incontrare lo Scià, fu all’ultimo impedito di farlo su disposizione del primo Ministro, Hàjì Mirzà Aqàsì, il quale dissuase il sovrano dall’incontro, con motivi di altre agitazioni nel Paese, temendo in realtà quella visita per la sua posizione; dirottandolo nella fortezza di Máhkú sulle impervie montagne dell’Azerbaigian, quindi detenuto, ma poiché col tempo i suoi carcerieri ne furono addolciti e realmente affascinati, nell’aprile del 1848 il primo ministro, Hàjì Mirzà Aqàsì, avendolo saputo lo fece spostare nella fortezza di Chihrìq affidandolo alla custodia di Yahyà Khàn, un cognato del Re, che pur ammonito a non seguire l’esempio del guardiano predecedente, all’inizio fu assai rigido, ma ben presto subì il fascino del prigioniero, dimenticando i severi moniti del primo Ministro, lasciando al Báb alcune libertà e così anche ai suoi visitatori.
Dopo tre mesi dall’arrivo a Chihrìq il Báb fu convocato a Tabriz per un interrogatorio. Durante quel viaggio a Tabriz il Báb e la sua scorta sostarono per dieci giorni a Urùmìyyh, dove il Báb fu ricevuto dal principe Qàsim Mirzà, che gli offrì ospitalità. Al venerdì accadde che, per andare al bagno pubblico, volendo mettere alla prova il suo coraggio, il principe gli chiese di montare su un suo cavallo noto per essere assai selvaggio. Il Báb lo accarezzò e salì a cavallo tranquillamente percorrendo le vie della città fino al bagno pubblico e fece lo stesso sulla strada del ritorno, con l’incredulo principe che lo seguiva a piedi fino alla sua residenza. Per la gente quello fu un miracolo e in tanti corsero al bagno pubblico per prendere fino all’ultima goccia l’acqua con cui il Báb s’era lavato. 
A Tabriz nel frattempo la notizia dell’arrivo imminente del Báb aveva infiammato l’immaginazione di molti abitanti e acceso una feroce animosità nei capi ecclesiastici. L’incontro per l’interrogatorio fu convocato, su ordine del primo ministro Hàjì Mirzà Aqàsì, nella residenza ufficiale del governatore dell’’Adhirbàyjàn, in presenza dei dignitari ecclesiastici della città, con il giovane Nàsiri’d-Dìn Mirzà, erede al trono, il suo tutore e altre personalità, ciò con l’intento di rovinare in qualsiasi modo l’influenza dei babí e del Báb ormai dilagante nel Paese.
Il Báb, davanti alle autorità religiose e civili, ribadì con fermezza e coraggio la sua missione di Máhdi, e allorché il capo della commissione gli chiese d’argomentare quella pretesa il Báb solo iniziò l’argomento quando partirono delle ingiurie da parte del capo della locale comunità shaykhì, un ex discepolo già inviso a Siyyid Kazim, che con arroganti frasi attaccò il Báb.
La questione s’arenò poi su quesiti pretestuosi, e alla fine in discordi pareri fu decisa per lui la sanzione di undici colpi di bastone ai piedi. Pensando ipoteticamente al Báb davanti a quell’ostile corte giudicante che annunciò apertamente alle autorità presenti la sua missione, il tutto può essere immaginato come un episodio positivo, ma il verdetto di fatto fu solo posticipato perché nel luglio 1850 gli fu decretata la pena capitale.
Tra gli eventi importanti nella storia del movimento babista, nel mentre che il Báb era recluso, ci fu la Conferenza di Badasht, a sei chilometri da Shahrud (Khorasan), avvenuta nel giugno-luglio 1848, che segnò l’emancipazione dall'Islam e il distacco dei Babí dalla legge islamica.
I tre personaggi chiave di quella conferenza furono Bahá'u'lláh, il futuro fondatore della Fede bahá'í, Quddús, e Táhirih.
Táhirih, oltre che dotta babí, era un'erudita studiosa del Corano e della lingua araba che, durante quella conferenza, riuscì a convincere i partecipanti sulla giusta rottura con l'Islam tradizionale e, ella stessa, per segnare e rafforzare tale emancipazione dalle vecchie regole, apparve in pubblico senza chador [**6] creando apprensione tra i presenti.
Da quel raduno in avanti, le pratiche religiose islamiche dei babí subirono un forte mutamento, varie ordinanze e antiche tradizioni vennero abbandonate, ma all’inizio ci fu chi travisò quella svolta su delle consuetudini millenarie causando scompiglio.
Alcuni, videro nell’azione di Tàhirih, che s’era tolta il velo, un incitamento a passare i limiti della moderazione e, già nel villaggio di Nìyalà, dove diversi Babì s’erano fermati sulla strada al rientro dalla conferenza, avvennero un parapiglia e dei tumulti.
Ciò comportò una pronta rivalsa da parte dei nemici di Bahá’u’lláh che istigarono su lui l’ira di Muhammad Shàh, inducendolo a farlo arrestare. "Finora", si dice che lo Scià abbia osservato furente, "mi sono rifiutato di prendere in considerazione tutto ciò che dicevano contro di lui. La mia indulgenza è stata dettata dalla riconoscenza verso suo padre per i servigi c’egli ha reso al paese. Ma questa volta sono deciso a metterlo a morte".
Comandò quindi a uno dei suoi ufficiali a Teheran di dare istruzioni al figlio che abitava nel Màzindaràn di arrestare Bahá’u’lláh e condurlo nella capitale. Il figlio di quell’ufficiale ebbe la comunicazione proprio il giorno prima d'un ricevimento che intendeva offrire a Bahá’u’lláh, a cui era devotamente legato.
Costui, diede tuttavia il ricevimento, non rivelando la notizia a nessuno, ma Bahá’u’lláh accortosi del suo sconforto lo consigliò d’aver fiducia in Dio. 
Il giorno successivo, allorché tornavano verso casa, incontrarono un cavaliere che venendo dalla parte di Teheran annunciava: "Muhammad Scià è morto!" 
L’intenzione dello Scià perse così ogni sua possibile efficacia.

## Stendardo nero e rivoluzione
Dopo il convegno di Badasht, ed essere rientrato a Mashhad su indicazione del Báb che era a Chihrìq prigioniero, Mullá Husain marciò con un gruppo di compagni verso Barfurush, oggi Babul (Màzanderàn), innalzando lo Stendardo nero, simbolo profetico dell'avvento del Máhdi. 
Il clero locale, preoccupato per l'influenza di tale gruppo, fomentò la gente di Barfurush contro Mullá Husain e compagni, i quali si rifugiarono presso il mausoleo di Shaykh Tabarsí. 
Nell’inquietudine crescente e varie vicende, per il subbuglio derivato da quella esibizione, fu chiesto l'intervento delle truppe dello Shàh, che assediarono i babí con scarso successo per molti mesi, ciò poiché s’erano intanto asserragliati via via nel mausoleo fortificandolo. 
Su istanza dello Shah intervenne in seguito anche il principe Mihdí-Qulí Mírzá a guidare gli attacchi dell'esercito, ma invano. Anche la morte di Mullá Husain, leader del gruppo babì, non risolse quel lungo e terribile accerchiamento con molte sortite da parte degli asserragliati: i babí si fermarono dal difendersi da quell’attacco solo a seguito di un giuramento ingannevole del nemico, e allora furono massacrati (luglio-agosto 1849).
<<Ora … (nel 1849 – 1851) in tutta la Persia cadde fuoco sulle famiglie babí e ciascuna di esse, in qualsiasi villaggio fosse, fu, all’insorgere del minimo sospetto, passata per la spada. Più di quattromila persone furono uccise e una grande moltitudine di donne e bambini, lasciati senza protettore e senza aiuto, sconvolti e atterriti, furono calpestati e distrutti>>(A Traveller’s Narrative, pp. 47-8) "Da Teheran si ha che ivi continuano le persecuzioni. gli arresti e le esecuzioni degli affiliati alla setta dei Babí. Indicibili sono i tormenti ai quali essi vengono sottoposti. L'ambasciatore inglese, colonnello Shell, e quello di Russia si sono creduti in dovere di reclamare contro tante barbarie, e di chiedere, come una grazia la semplice esecuzione degli arrestati". 
Anche a Nairìz (Fars) ebbe luogo un’eroica sollevazione dei babí repressi nella loro attività divulgativa, i quali barricatisi in un vecchio castello, si difesero eroicamente col favore della popolazione per parecchi giorni, finché alla fine furono tutti massacrati (gennaio 1850).
Quasi contemporaneamente, a Zanjan, divampò un'insurrezione repressa in proporzione ancor più vasta. Dopo varie ed alterne vicende che implicarono impensabili sconfitte ai disorganizzati e stanchi eserciti imperiali, i babí, che erano più di tremila, furono anche lì ingannati con false promesse e crudelmente massacrati (febbraio 1850).
Le summenzionate sommosse e dure battaglie, aggiunte ad altre preoccupazioni governative, ponevano in crisi la stabilità stessa del governo Imperiale. Il nuovo Primo Ministro Mirzà Taqì Khán ritenne inderogabile l’uccisione del fondatore del movimento pensando che ciò avrebbe risolto tutti i problemi. Fu stabilita definitivamente allora una pubblica esecuzione, e il Báb venne messo a morte il 9 di luglio 1850.
La fucilazione avvenne in una piazza pubblica della città di Tabriz in presenza di una moltitudine di persone ch’era salita fin sui tetti delle case circostanti per assistere a quella scena dove settecento cinquanta fucilieri schierati in tre file di duecentocinquanta uomini, su ordine del loro comandante aprirono il fuoco; ma quando il grande fumo dei settecentocinquanta moschetti fu disperso tutti i presenti videro che il Báb era scomparso e le corde dov’era prima appeso erano spezzate. 
Dopo l’iniziale sorpresa e il trambusto che ne seguì il Báb fu cercato e ritrovato nella stessa stanza della caserma dov’era stato rinchiuso la notte precedente, e allora il comandante e tutto il plotone di soldati si rifiutò di ripetere la sentenza. 
Si avvicendò a loro un nuovo plotone di altri settecentocinquanta soldati, che su disposizione del loro comandante portò a compimento la fucilazione. Quelle martoriate spoglie furono poi fatte gettare come simbolo di spregio in un fossato fuori dalle mura della città, e fatte vigilare a turno da gruppi di sentinelle, ma due notti dopo furono temerariamente e incredibilmente trafugate e nascoste da ardimentosi Babí.
Solo dopo un lungo periodo, nel 1909, quelle spoglie, rimaste occultate a lungo e spostate in più luoghi segreti per sottrarle allo scempio dei nemici, arrivarono in Palestina e poste in uno speciale mausoleo, sul Monte Carmelo ad Haifa, Mausoleo eretto da ‘Abdu’l-Bahá nella struttura primaria che, su indicazione avuta dal padre, aveva egli stesso costruito.

## Attentato e persecuzioni dopo il martirio di Báb

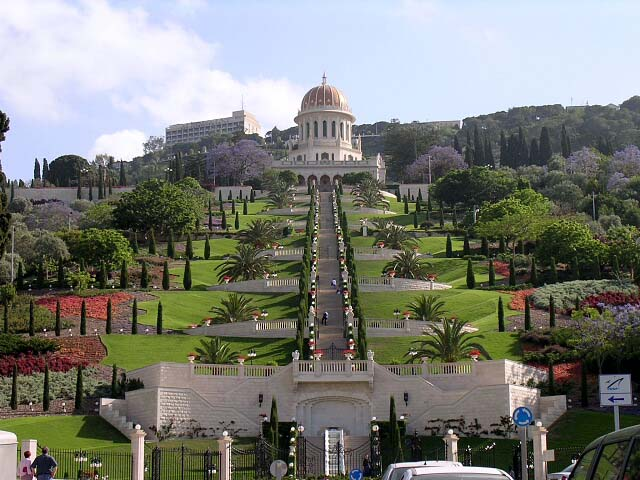
Mausoleo del Báb, Haifa

Il 16 agosto 1852 due bábí, ancora sconvolti dall’uccisione del Báb attentarono alla vita dello Scià Nàsiri'd-Din. Il loro tentativo fallì, ma scatenò un'ulteriore e violenta ondata di fanatismo e terrore in cui furono giustiziate diverse personalità aderenti alla Fede, tra cui la poetessa Táhirih. Le persecuzioni continuarono poi sporadicamente in tutta la Persia e la storia bahà’i narra di 20.000 martiri a partire dal 1844.

## Babismo e Bahá'u'lláh
Bahá'u'lláh, il fondatore della Fede bahá'í, ebbe notizia del Báb attorno ai 27 anni, mediante un inviato di Mullá Husayn che gli consegnò uno scritto del Báb. Egli, tramite quella scrittura, riconobbe e accettò prontamente la sua rivelazione, divenendo uno dei più influenti seguaci del Báb pur non incontrandolo mai di persona, favorendo la diffusione del movimento babí, specialmente nel Mazandaran provincia d'origine della sua famiglia..
Bahá'u'lláh in seguito al fallito attentato allo Scià, come noto babí e benestante, fu arrestato, spogliato dei suoi beni, imprigionato per quattro mesi ed esiliato, ma durante quella reclusione nella tetra e sotterranea prigione di Teheran ebbe esperienze mistiche e una chiara visione che gli indicò di essere il Messaggero di Dio, colui la cui venuta era stata profetizzata dal Báb [22].
Fu liberato dalla prigionia anche su rimostranza dell'ambasciatore russo che ne chiese decisamente la liberazione. Bahá'u'lláh pur da esiliato fu un fautore di rincuoramento e guida morale per la falcidiata comunità babista[21].
Il 21 aprile 1863, Bahá'u'lláh, esule a Bagdad e pochi giorni prima della partenza dovuta al suo spostamento a Costantinopoli, rivelò ai babí presenti in uno speciale addio, la sua missione di messaggero di Dio e d’essere una Manifestazione di Dio. 
«[Rivelò] di essere Colui la cui venuta era stata predetta dal Báb: il Prescelto da Dio, il Promesso da tutti i profeti!»
([23])
Quella rivelazione fu l'inizio d’una fase nuova per la Comunità babí e costituì il punto di partenza della Fede bahá'í come movimento distinto e separato dal babismo: nasceva, così, la religione bahá'í della quale il babismo fu precursore [21].
Oggigiorno la Fede bahá’í, gradualmente costituitasi come Comunità internazionale bahá’í, è inscindibilmente legata al babismo e alle sue sacre scritture e ne celebra alcune ricorrenze che sono: la nascita, la dichiarazione e il martirio del Báb. 
In Iran pur ancora vessata è la Fede più numerosa dopo l’Islam sciita, ed è un resiliente esempio di Fede e fiducia nel difficile mutamento etico e religioso in corso. 
Essa opera non solo per la liberazione da secolari problemi sociali e clericali, ma, diffondendo il concetto di unità dei Messaggeri di Dio, progressività e armonia fra le Religioni, coltiva nel suo animo eterogeneo l’accordo intimo d’una innovata e stabile unità fra le religioni. 
Ha nei credenti, sparsi ora ovunque nel mondo, gente d’ogni etnia, sorti da tradizioni che nei millenni furono oltre che mirabilmente positive anche smembrate e ostili, una risorsa d’armonia che si va ampliando in un grandioso percorso filogenetico/religioso ancor vivo, un dono illimitato, fatto da talenti sempre diversi, ma ora consciamente sinergici nel far crescere qui su questa terra la promessa e unitaria Civiltà divina.